# Hängsparris
Hängsparris (Asparagus aetiopicus) är en art i familjen sparrisväxter från centrala och södra Afrika. Den förekommer som krukväxt i Sverige.
Arten liknar klättersparris (A. falcatus) och bildar klättrande till hängande buskar, till 7 meter långa. De bladlika småskotten, kladoderna, är 1-4 cm långa och 1-2 mm breda och sitter i grupper om 3-6 stycken. Blommorna blir till 3 mm i dimateter. Frukten är 5-7 mm, rött och runt.

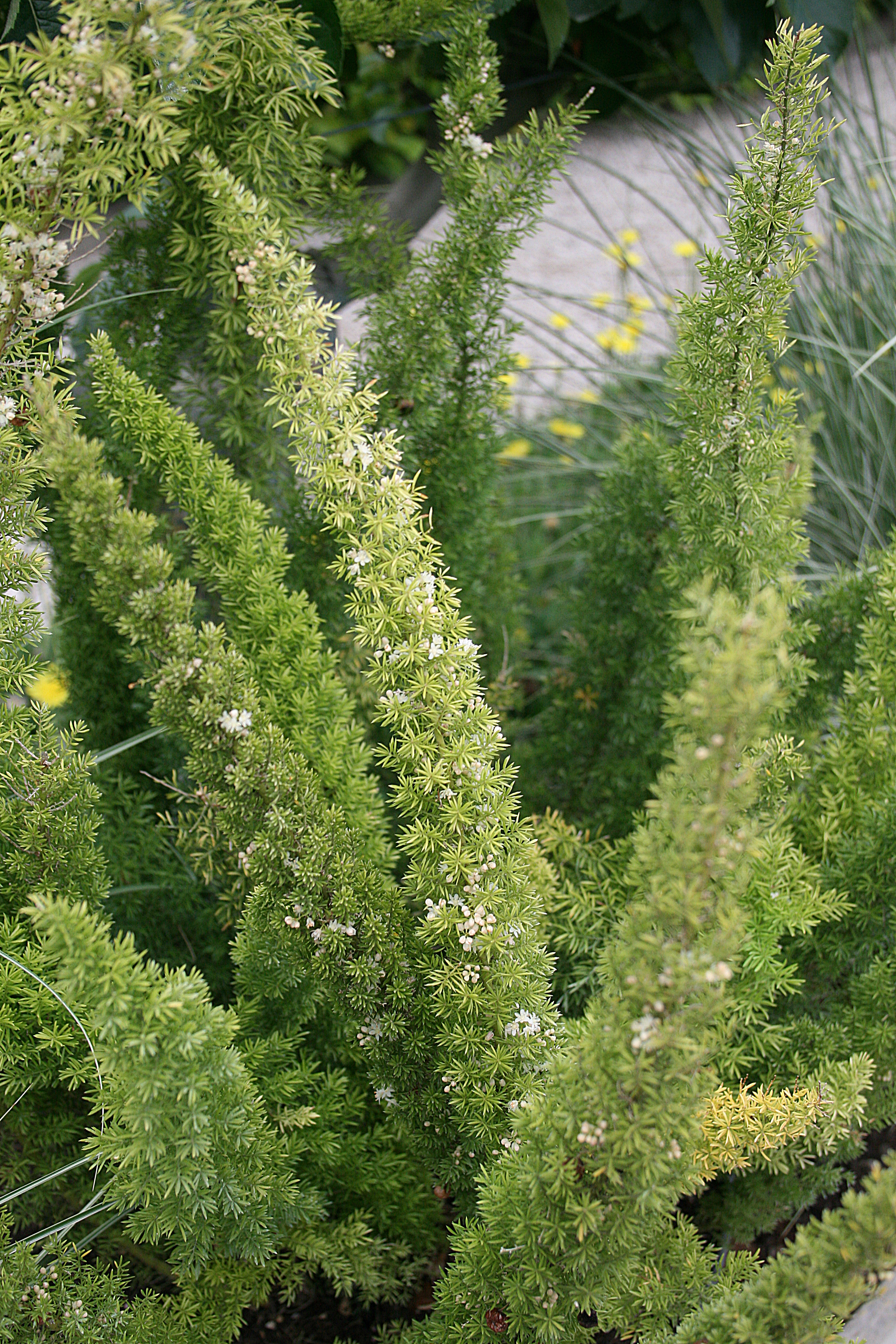
Asparagus densiflorus 'Miersii'

## Synonymer
Asparagus lanceus Thunb.
Asparagus racemosus Willd. var. tetragonus (Bresler) Baker
Asparagus sprengeri Regel
Asparagus stachyoides Spreng. ex Baker
Asparagus terniflorus J.D.Hooker
Asparagus tetragonus Bresler
Protasparagus aethiopicus (L.) Oberm.